# Планування землекористування у Швейцарії
Планування землекористування у Швейцарії — це комплекс державної політики, що регулює землекористування, будівництво та розподіл об'єктів і діяльності в географічному просторі. З огляду на невеликі розміри країни, це питання є ключовим у політичних дебатах з 1930-х років.

## Регулювання та принципи
Просторове планування регулюється Федеральним законом про просторове планування (LAT), який, зокрема, характеризується федералізмом, розділенням будівельних та сільськогосподарських зон, а також обмеженням будівництва другого житла (Lex Weber).
Згідно зі статтею 75 Федеральної Конституції, просторове планування вимагає «розумного та продуманого використання землі» та «раціонального заселення території». Конфедерація повинна встановлювати рамкове законодавство та координувати зусилля кантонів, які, своєю чергою, несуть основну відповідальність за планування своєї території.

### Цілі просторового планування (згідно зі статтею 1 LAT):
Продумане використання землі та розмежування забудованих і незабудованих частин території.
Захист природних основ життя: ґрунту, повітря, води, лісів та ландшафтів.
Міський розвиток, орієнтований на внутрішню частину забудованого середовища, зі збереженням належної якості житла.
Створення компактного забудованого середовища.
Створення та підтримка сприятливого середовища для економічної діяльності.
Сприяння розумній децентралізації урбанізації та економіки.

### Принципи регіонального планування(згідно зі статтею 3 LAT):
Землекористування, що захищає ландшафт і довкілля.
Збереження достатньої кількості якісних орних земель.
Підтримка лісу в його різних функціях.
Сприяння якості забудованого середовища.
Розумний розподіл житлових та робочих місць, а також планування пріоритетів на ділянках, що обслуговуються громадським транспортом.
Краще використання забруднених та недостатньо освоєних територій.
Збереження ландшафтів та забудованих місць, що заслуговують на охорону.
Вільний доступ до берегів озер і водних шляхів.
Створення та утримання велосипедних і пішохідних доріжок.

## Історія
Планування землекористування у Швейцарії бере свій початок з міського планування, регулювання водних ресурсів, природоохоронних рухів та економічних і соціальних проблем 1920-х і 1930-х років.
1918⁣ — ⁣1920 рр.: Ганс Бернхард, один із піонерів, пропонував децентралізацію промисловості та сільськогосподарський розвиток, а також закликав до створення федерального закону про житло.
1933 р.: Архітектор Армін Мейлі запропонував створити національний план, який включав ідею лінійного міста між Санкт-Галленом та Женевою.
Події 40-х років.
Під час Другої світової війни почали чітко вимагати федеральної політики землекористування. Попри широку недовіру до планування, група архітекторів та інженерів створила 1937 року приватну комісію з регіонального планування. 1941 року Армін Мейлі, отримавши федеральне фінансування, домігся підтримки цієї комісії. 1943 року для продовження її роботи була створена Швейцарська асоціація національного планування (ASPAN). Однак, попри кантональну ініціативу в Золотурні, яка вимагала покласти на федеральний орган влади відповідальність за планування комунікаційних маршрутів, Федеральна рада відмовилася приймати закони з цього питання

### Політична еволюція просторового планування (1950–1980-ті)
До 1950-х років у Швейцарії не існувало реальних обмежень на будівництво: кожен власник міг вільно зводити споруди на своїй ділянці. Це призвело до неконцентрованої та часто анархічної урбанізації. Зростання спекуляцій землею спричинило дефіцит житла та неефективне землекористування, що посилило необхідність державного втручання.
Оскільки Швейцарія є федеративною державою, різні рівні влади могли діяти лише в межах своїх повноважень, а Конфедерація не мала компетенції для прийняття загального закону. Основи скоординованої політики закладалися поступово.
1957 рік: Набув чинності закон про охорону вод, який зобов'язував підключати каналізаційні труби до загального колектора. Це змусило перші будівельні зони зосереджуватися в місцях, де вже була інфраструктура, щоб уникнути додаткових витрат для власників.
1967 рік: Федеральна рада запропонувала Федеральним зборам ухвалити два нових конституційних положення (статті 22 ter та 22 quater), які мали надати Конфедерації чіткі повноваження у сфері регіонального планування та формалізувати гарантію власності.
1969 рік: Населення незначною більшістю проголосувало за зміни до Конституції.
1972 рік: Було ухвалено терміновий федеральний указ про тимчасове зонування всієї країни, щоб запобігти погіршенню стану територій, поки готувався новий закон.
1976 рік: Федеральний закон, ухвалений у 1974 році, був відхилений на референдумі через опір груп, що захищали федералізм.
1980 рік: Набула чинності нова, дещо «розбавлена» версія закону.

### Діяльність Федерального відомства та сучасні виклики
Федеральне відомство просторового планування, засноване 1980 року, взяло на себе низку завдань: впровадження основних концепцій, узгодження кантональних генеральних планів, запобігання будівництву поза зонами забудови та встановлення кантональних квот на площі сівозміни. Муніципалітети швидко освоїли нове законодавство про зонування, проте заходи, пов'язані з управлінням земельними ділянками та стягненням податку на зростання вартості землі, не знайшли реального застосування. Ініціатива «місто-сільська місцевість» була відхилена на всенародному голосуванні 1988 року..
У 1990-х роках периурбанізація та проблеми міських центрів зробили регіональне планування ще більш необхідним. На початку XXI століття кантони розробляли генеральні плани, а Конфедерація — галузеві плани, зокрема для транспорту та сівозмінних зон..

### XXI століття
На початку XXI століття кантони розробили генеральний план для подання на затвердження Федеральній раді. Конфедерація, зі свого боку, розробила галузеві плани у сферах своєї компетенції, зокрема щодо збереження сівозмінних зон і транспорту. У співпраці з кантонами, містами та комунами, Федеральна влада між 2006 і 2008 роками розробила Швейцарський територіальний проєкт. З 2001 року, відповідаючи на прохання міст, Конфедерація підтримувала міські проєкти в рамках чотирирічної програми.
Проблеми регуляторного планування зберігаються: муніципалітети часто мають надмірні площі забудови, прикриваючись автономією; опір громадян уповільнює реалізацію проєктів. Автомобілізація, прагнення до власного житла та зменшення кількості фермерських господарств сприяють розростанню міст і тиску на приміські території.
В умовах цих тенденцій, міські планувальники, екологи, деякі політичні партії та організації виступають за активніше використання велосипедів, пішохідного руху та громадського транспорту. Вони також сприяють ущільненню забудови (особливо через рекультивацію промислових пусток), повазі до ландшафту та збереженню архітектурної спадщини в контексті дискусії про сталий розвиток. У відповідь на народну ініціативу 2008 року щодо заморожування будівельних зон, Федеральна рада запропонувала перегляд закону з метою посилення обмежень проти будівельного розростання.

## Інструменти
«Генеральний план» (plan directeur): Стратегія розвитку території, обов'язкова лише для органів влади.
«План розподілу» (plan d'affectation): Вказує дозволені види використання ділянок. Обов'язковий для влади та фізичних осіб.
«Розсекречення» (déclassement): Зміна зони забудови на незабудовану. Дає право на компенсацію, якщо виконано певні умови.
«Некласифікація» (dézonage): Форма пониження класу, що не передбачає компенсації, оскільки земля ніколи не мала бути придатною для забудови.